# Kringlooplandbouw
Kringlooplandbouw is een vorm van duurzame landbouw waarbij de kringloop van stoffen gesloten is. Dit houdt in dat alle stoffen die door de landbouw uit een gebied verdwijnen ook weer teruggebracht worden in het gebied. De hoeveelheid stoffen die een gebied verlaten, zoals nitraten moeten dus ook weer in het gebied terechtkomen. Er wordt op een zo efficiënt mogelijke manier gebruikgemaakt van de beschikbare hulpbronnen en de agrariër probeert de uitstroom en instroom van deze hulpbronnen gelijk te houden. Uit onderzoek van de Wageningen Universiteit blijkt dat kringlooplandbouw zorgt voor een lagere concentratie nitraten in het grondwater doordat de uitstroom van stikstof verminderd wordt op het perceel waar de landbouw wordt toegepast.

## Geschiedenis
Vormen van kringlooplandbouw werden 4000 jaar geleden al toegepast in China. Als begrip kreeg het ruimere bekendheid door een publicatie van Justus von Liebig in 1861. Hij wees daarin nadrukkelijk op de nadelige gevolgen van onmatig kunstmestgebruik voor het bodemleven en de kwaliteit van het agrarisch product en erkende het belang van kringlooplandbouw. In Nederland is de term aan het eind van de 20e eeuw weer meer in gebruik geraakt, onder meer in de Noordelijke Friese Wouden.

## Nederlandse voornemens om te schakelen naar kringlooplandbouw
Aan het begin van de 21e eeuw kwam erin Nederland beleidsmatig meer belangstelling voor kringlooplandbouw. Minister Carola Schouten  van Landbouw, Natuur en Voedselkwaliteit gaf in 2018 aan dat het huidige landbouwsysteem te veel gericht is op zoveel mogelijk te produceren tegen zo laag mogelijk kosten. Vanwege verlies aan biodiversiteit in Nederland en het feit dat Nederland zich gecommitteerd heeft klimaatakkoord is daarom een overgang naar kringlooplandbouw nodig , waarbij als streefdatum 2030 is genoemd. In de landbouw moet zo min mogelijk afval vrijkomen, is de uitstoot van schadelijke stoffen zo klein mogelijk en worden grondstoffen en eindproducten met zo min mogelijk verliezen benut.
In kringlooplandbouw wordt alle biomassa optimaal gebruikt. De reststromen van de ene keten zijn de grondstoffen voor een andere keten. Zo wordt bijvoorbeeld voedsel dat mensen niet meer kunnen of willen eten als diervoer gebruikt. Diervoer wordt in de kringlooplandbouw gemaakt van reststromen uit de gewassenteelt en voedingsindustrie, zoals delen van planten die nu als onbruikbaar gelden  zoals stro en loof. Verder grazen runderen en schapen in de kringlooplandbouw van gras en kruiden op grasland dat ongeschikt is voor het telen van voedsel. Zoals in Nederland de veenweidegebieden.
Bij kringlooplandbouw gaat de mest van het vee terug naar de plaats waar het veevoer groeide. Dan is de cirkel rond en de kringloop gesloten. Men kan kiezen voor een wereldwijde-, Europese-, of Nederlandse kringloop. Afhankelijk van deze keuze zal de Nederlandse veestapel moeten krimpen. Immers, als er geen veevoer van buiten Nederland of de EU mag worden geïmporteerd, is er onvoldoende veevoer voor de huidige omvang van de veestapel. Voor het milieu is het gunstiger om het vervuilende transport (voer heen, mest terug) te beperken, bijvoorbeeld tot transport binnen Europa. sommigen pleiten  er voor dat  bij kringlooplandbouw dieren alleen nog voedsel eten dat mensen niet kunnen of willen eten. Hierdoor is er de helft minder veevoer beschikbaar en is halvering bij kippen en varkens een logisch gevolg. Het rantsoen van koeien bestaat voor 70 tot 80 procent uit gras, dat mensen niet kunnen eten. Daarom is bij melkvee minder reductie noodzakelijk.
Voor de agrarische sector zal het een enorme uitdaging zijn om over te schakelen naar kringlooplandbouw. Na een jarenlange inzet op schaalvergroting en kostenverlaging, vergt het een andere manier van denken, financieren en werken. Het burgerinitiatief Caring Farmers zet zich sinds 2020 in voor een versnelde transitie naar een natuurinclusieve en kringlooplandbouw.

## Voor- en nadelen
Kringlooplandbouw heeft als voordeel dat de uitstoot van stikstoffen (N2, N2O en NOx, NH3) in de lucht daalt met twintig procent ten opzichte van de traditionele landbouw onder droge omstandigheden. De uitspoeling van NO3 in het grondwater neemt volgens onderzoek af met dertig procent. Een nadeel is dat er bij een kringlooplandbouw dierlijke meststoffen over het land uitgestrooid worden, wat in strijd is met verschillende vormen van beleid. Deze verschillende vormen van beleid worden bepaald over verschillende overheden, waaronder de Europese Commissie. De daling in de uitstoot is enkel merkbaar op kleine schaal en niet over een groter gebied. Wil het effect hebben op een groter niveau zijn er meerdere actoren nodig die mee willen werken. Kringlooplandbouw kan zorgen voor een betere balans tussen maatschappelijk, ecologisch en financieel gewin (people, planet & profit).